# Gruchet-Saint-Siméon
Gruchet-Saint-Siméon is een gemeente in het Franse departement Seine-Maritime (regio Normandië) en telt 693 inwoners (2005). De plaats maakt deel uit van het arrondissement Dieppe.

## Geografie
De oppervlakte van Gruchet-Saint-Siméon bedraagt 2,6 km², de bevolkingsdichtheid is 266,5 inwoners per km².
De onderstaande kaart toont de ligging van Gruchet-Saint-Siméon met de belangrijkste infrastructuur en aangrenzende gemeenten.

## Demografie
Onderstaande figuur toont het verloop van het inwonertal (bron: INSEE-tellingen).